# 天使と闘うヤコブ
『天使と闘うヤコブ』（てんしとたたかうヤコブ、蘭: Jakob worstelend met de engel、独: Jakob ringt mit dem Engel、英: Jacob Wrestling with the Angel）は、17世紀オランダ絵画黄金時代の巨匠レンブラント・ファン・レインが1659-1660年にキャンバス上に油彩で制作した絵画である。『旧約聖書』中の「創世記」に記述される「天使とヤコブの闘い」を主題としている。画面下部右側に「Rembrandt f」と「RH」いう画家の2つの署名があるが、「Rembrandt f」の方は後に記されたものであると考えられる。作品は1921年にエドワード・ソリーのコレクションとともに購入され、現在、ベルリン絵画館に所蔵されている。

## 作品

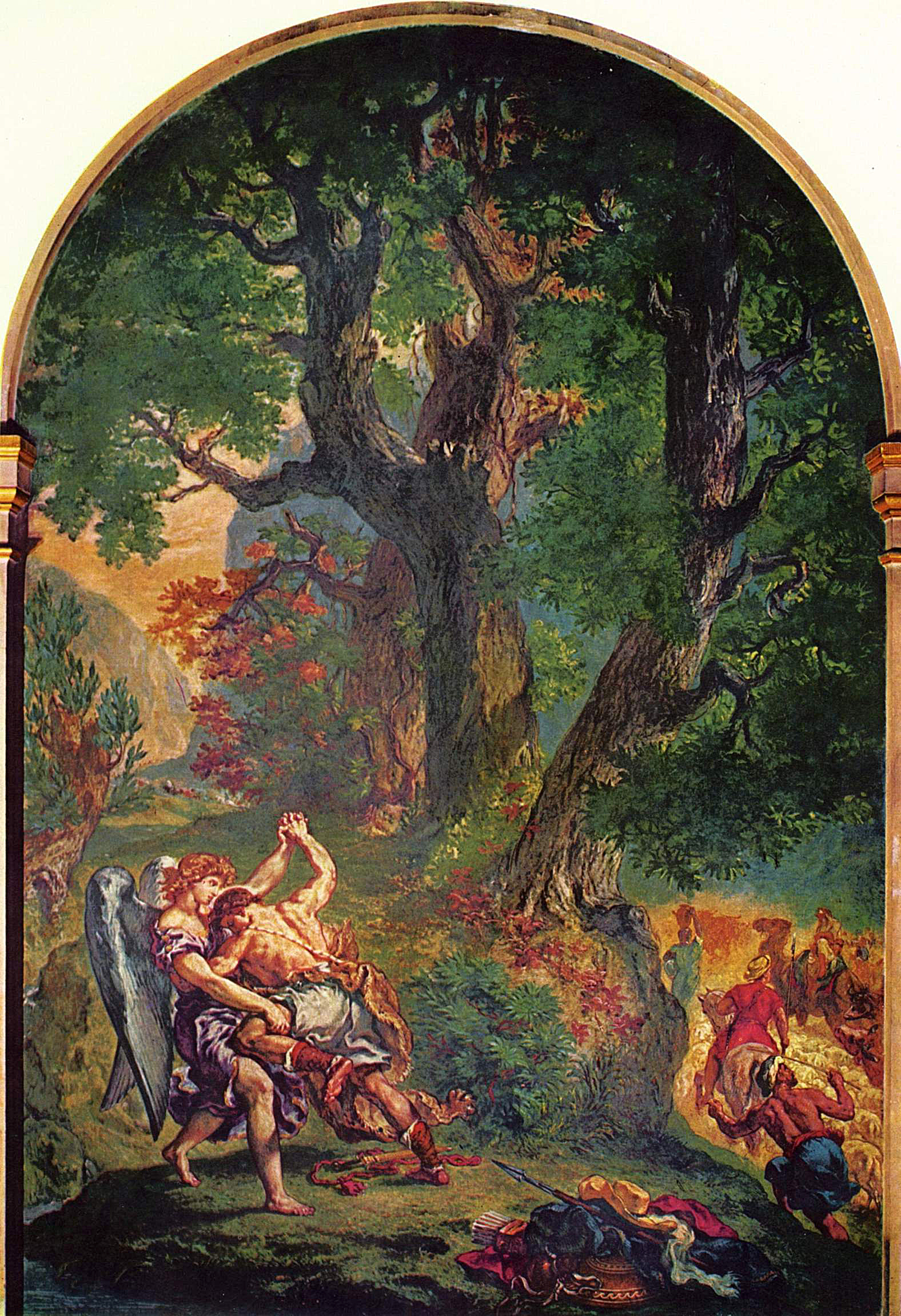
ウジェーヌ・ドラクロワ 『天使とヤコブの闘い』（1861年)、サン＝シュルピス教会、パリ

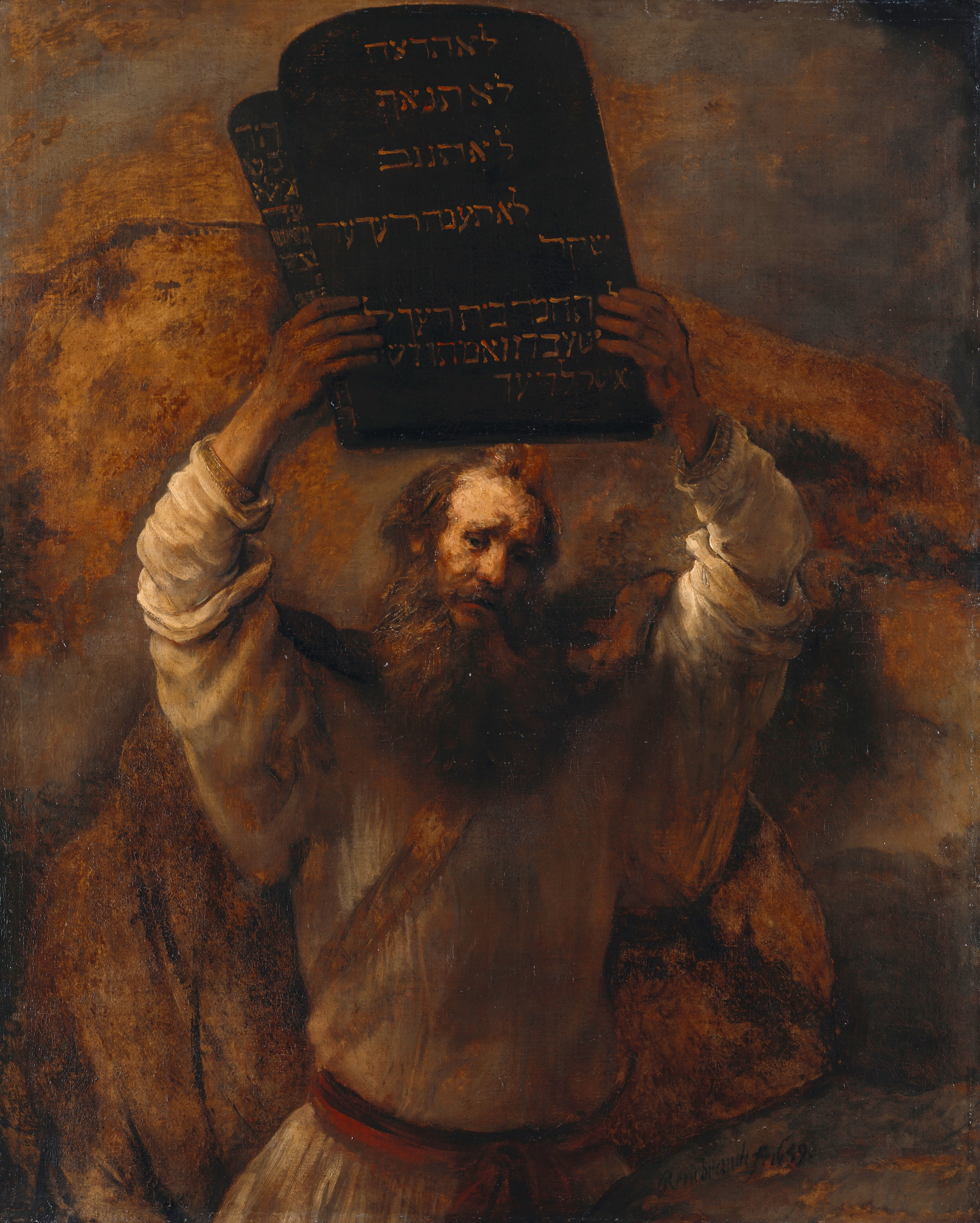
レンブラント『十戒の石板を破壊するモーセ』（1659年)、絵画館 (ベルリン)

「創世記」 (32章:23-31) によれば、ヤコブは義理の父ラバンのもとを去った後、2人の妻、子供たちとともに故郷に帰った。その旅の途中、家族に家財道具を持たせてヤボク (Jabbok) 川 (現在のザルカ川に同定されている) を渡らせた後、岸辺に取り残されたヤコブは人間の姿をした天使に出会う。天使はヤコブに襲いかかり、2人は一晩中格闘をすることとなった。ヤコブが屈しないと気づいた天使はヤコブの腰骨を脱臼させるが、相手が天使であるとわかったヤコブはなおも闘い続け、ついに天使に自身を祝福させた。
この主題は、自己を超えた超越的なものと格闘する芸術家の努力を象徴するものとして、画家たちを引きつけてきた。19世紀ロマン派のフランスの巨匠ウジェーヌ・ドラクロワも、晩年に壁画の大作『天使とヤコブの闘い』 (サン＝シュルピス教会、パリ) を制作した。
本作の画面には、天使がヤコブの腰骨を脱臼させる瞬間が描かれている。レンブラントはすべての詳細を省略し、この作品に2人の主要人物のみをクローズアップで表している。天使が正面向き、ヤコブが後ろ向きの組み合わせになっているが、天使の方がひときわ高い位置に配され、両者の差異が示されている。
本作の画風や構図は、『十戒の石板を破壊するモーセ』 (ベルリン絵画館) とかなり類似している。人物像はどちらの作品でも、ぼんやりとした背景と対照をなすように配置された広い色面で構成されている。本作で特に注目に値するのは天使の顔である。その表情には、ただヤコブに対する同情が示されている。
なお、本来、作品のサイズはずっと大きなものであったが、過去に数度四辺が切断されている。